# Leptophlebia
Leptophlebia is een geslacht van haften (Ephemeroptera) uit de familie Leptophlebiidae.

## Soorten
Het geslacht Leptophlebia omvat de volgende soorten:
- Leptophlebia bradleyi
- Leptophlebia cupida
- Leptophlebia duplex
- Leptophlebia intermedia
- Leptophlebia johnsoni
- Leptophlebia konza
- Leptophlebia marginata
- Leptophlebia nebulosa
- Leptophlebia pacifica
- Leptophlebia simplex
- Leptophlebia vespertina
- Leptophlebia wui